# フランス白粉の謎
『フランス白粉の謎』（フランスおしろいのなぞ、The French Powder Mystery ）は、1930年に発表されたエラリー・クイーンの長編推理小説。
エラリー・クイーン（作者と同名の主人公）を探偵役とする一連の作品の中でタイトルに国名が含まれる、いわゆる「国名シリーズ」の第2作。

## あらすじ
デパートのショーウィンドウで行われていた電動式家具の実演中、壁とベッドの隙間から銃殺死体が転がり出てきた。死体はデパートの会長の妻、ウィニフレッド・フレンチであった。すぐにクイーン警視と息子のエラリーが呼ばれ、捜査が始まる。
捜査により、実際の犯行現場はショーウィンドウではなくデパート6階にある会長のアパートであること、フレンチ夫人はアパートで誰かと待ち合わせをしていたらしいこと、殺人犯は指紋採取用の粉を使って念入りに自分の指紋を消したことなどが判明する。さらに、フレンチ夫人のハンドバッグには彼女のものではない口紅が入っており、その中からヘロインと思われる白い粉が発見される。
様々な証拠からエラリーは真相を見破るが、法的に犯人を有罪にできる証拠が一つもないため困っていた。それを聞いたクイーン警視は、そういうときは「はったり」を使うのだとアドバイスする。
エラリーは捜査で取得した物的証拠を全てテーブルに並べ、そこに関係者を全員集めて自信たっぷりに真相を説明する。はったりは成功し、関係者の一人としてそれを聞いていた犯人はその場で自殺する。

## 主な登場人物
- サイラス・フレンチ - フレンチ百貨店の社長。
- ウィニフレッド・フレンチ - 被害者。フレンチ百貨店の社長夫人。
- マリオン・フレンチ - サイラスの娘で連れ子。
- バーニス・カーモディ - ウィニフレッドの娘で連れ子。
- ヴィンセント・カーモディ - バーニスの父親。骨董商。
- ドリス・キートン - バーニスの女中
- メルヴィル・トラスク - 百貨店の重役。バーニスの婚約者。
- ヒューバート・マーチバンクス - 同じく百貨店の重役。ウィニフレッドの兄。
- ジョン・グレイ - 同じく重役。
- アーノルド・マッケンジー - 百貨店の支配人。営業と販売の責任者。
- スチュアート医師 - サイラスの主治医。
- ダイアナ・ジョンソン - 死体の発見者。動くショーウィンドウの実演を担当する黒人。
- ホーテンス・アンダーヒル - フレンチ家の家政婦。
- ウィリアム・クルーサー - 百貨店専属の探偵。探偵たちの指揮を執っている。
- ロバート・ジョーンズ - 元警官の探偵。クルーサーの配下。
- ピーター・オフラハーティ - 百貨店の警備主任。
- ブルーム - 夜間警備員。貨物搬入口を担当。
- オシェーン - 昼番の警備員。
- ポール・ラヴェリー - パリから来たデザイナー。
- トマス・ヴェリー - ニューヨーク警察の部長刑事。
- ピゴット - 刑事。ヴェリー部長の部下。
- サミュエル・プラウティ - 検死官の警察医。
- リチャード・クイーン - ニューヨーク警察の警視。エラリーの父でヴェリー部長の上司。
- エラリー・クイーン - 名探偵で推理小説家。父の警視とともにフレンチ夫人殺しの捜査に乗り出す。

## 提示される謎
- 見立て殺人（ハンプティ・ダンプティ）

## 特徴
- 最後の一行で、犯人の名前が明らかにされ、そこで物語が終わるという趣向を凝らしたクイーンの実験作。
- 冒頭にミステリでは珍しい、「立体」の事件現場の見取り図が掲載されている。
- 「フレンチ事件でエラリーが出会う人々」と題し、前作に続いて30人を越す「容疑者リスト」の一覧がある。
- 作中に、「エラリー専用の捜査器具セット」が登場する。革製袋の中身は「拡大鏡、巻尺（表はインチ、裏はセンチの目盛）、リトマス試験紙、ストップウォッチ、ゴム手袋、指紋採取用粉末（黒、白）、ブラシ（ラクダの毛製）、小形ライター、クレヨン（赤、青、黒）」などが収納されている[注 1]。

## 作品の評価
- エラリー・クイーン・ファンクラブ[1]会員40名の採点による「クイーン長編ランキング」では、本作品は6位となっている[2]。

## 日本語訳書
- 『フランス白粉の謎』 井上勇訳、創元推理文庫、1961年 ISBN 978-4-48-810406-1
- 『フランス白粉の謎』 中村有希訳、創元推理文庫、2012年 ISBN 978-4-48-810437-5
- 『フランス白粉の秘密』 宇野利泰訳、ハヤカワ・ミステリ文庫、1983年 ISBN 978-4-15-070134-5
- 『フランス・デパート殺人事件』 石川年訳、角川文庫、1966年 ISBN 978-4-04-2507123
- 『フランス白粉の秘密』 越前敏弥訳、下村純子訳、角川文庫、2012年 ISBN 978-4-04-100344-2

## 備考
- 『名探偵なんか怖くない』において、エルキュール・ポアロが本作品について「フランスと関係ないのにフランスの名を冠した非礼な事件」[3]と批判する場面がある（ただし、国名シリーズは、全作品がその名称の国とは直接関係がない）。